# Edmund Forschbach

Edmund Forschbach, Porträtfoto aus dem Reichstags-Handbuch 1934

Edmund Wilhelm Mathias Gottfried Forschbach (* 11. Dezember 1903 in Dortmund; † 23. März 1988 in Köln) war ein deutscher Politiker und Verwaltungsjurist. In der Weimarer Republik war er Mitglied der DNVP, in der Zeit des Nationalsozialismus Reichstagsabgeordneter und von 1955 bis 1956 Leiter des Presse- und Informationsamtes der Bundesregierung unter Konrad Adenauer.

## Leben und Wirken

### Jugend und Ausbildung (1903 bis 1930)
Forschbach besuchte von 1910 bis 1923 die Grundschule und das Hindenburg-Realgymnasium in seiner Heimatstadt Dortmund. Anschließend studierte er bis 1927 Rechtswissenschaften an den Universitäten Freiburg im Breisgau, Berlin und Münster. Außerdem nahm er 1924 und 1925 an Veranstaltungen des Johannisstifts in Spandau und des Politischen Kollegs teil, so bei Friedrich Brunstäd. In Freiburg schloss Forschbach sich der katholischen Studentenverbindung KDStV Ripuaria Freiburg im Breisgau im CV an. In dieser wie auch in der völkischen Hochschulbewegung knüpfte er erste politische Kontakte. Nach eigener Aussage kam er 1921 erstmals in Kontakt mit „jungkonservativen Kreisen“.
Daneben tat Forschbach sich zu dieser Zeit auch als Beiträger für verschiedene Zeitschriften mit konservativer Ausrichtung hervor: Von 1924 bis 1927 war er Mitarbeiter der Zeitschriften Das Gewissen, Das Deutsche Volk, Volk und Reich und Der Student. Ferner schrieb er für die Zeitschrift Jungdeutscher, das publizistische Organ des Jungdeutschen Ordens.
Nach der ersten juristischen Staatsprüfung war er von 1928 bis 1930 Gerichtsreferendar im Bezirk des Oberlandesgerichtes Hamm.

### Jurist und Reichstagsabgeordneter (1930 bis 1934)
Nach einer kürzeren Phase als Gerichtsassessor praktizierte Forschbach von 1932 bis 1934 als Rechtsanwalt in Dortmund.
Politisch engagierte Forschbach sich in diesen Jahren in der Deutschnationalen Volkspartei (DNVP), in die er am 15. August 1930 eintrat. Vom Dezember 1931 bis zur Auflösung der DNVP im Juni 1933 gehörte Forschbach dem Reichsvorstand der Partei an. Zudem war er ein enger Mitarbeiter des Parteivorsitzenden Alfred Hugenberg und stand in Verbindung zu konservativen Publizisten und Theoretikern wie Edgar Julius Jung und Franz Mariaux. 1931 nahm Forschbach zusammen mit zahlreichen anderen Vertretern des rechten politischen Spektrums (DNVP, Stahlhelm, NSDAP u. a.) an der Harzburger Tagung teil.
Nach der „Machtergreifung“ der Nationalsozialisten im Frühjahr 1933 wurde Forschbach am 7. Juli 1933 vom Bundesführer der Deutschen Studentenschaft (DSt) Oskar Stäbel zum Führer des Cartellverbands der katholischen deutschen Studentenverbindungen (CV) ernannt. Am 16. Juli 1933 übernahm Forschbach die Amtsgeschäfte, die er bis zu seiner Absetzung durch Stäbel am 2. März 1934 wahrnahm. Daneben verfasste er Beiträge für die Zeitung Germania und die Zeitschrift Academia, das Verbandsorgan des Cartellverbandes. Seinen politischen Standpunkt in der Frühphase des NS-Herrschaft fasste er dort wie folgt zusammen:

„Der CV bekennt sich zur nationalsozialistischen Revolution als dem großen geistigen Umbruch unserer Zeit. Der CV will und muß Träger und Künder der Idee des Dritten Reiches sein […] und deswegen wird der CV im Geiste des Nationalsozialismus geleitet werden […] Nur der nationalsozialistische Staat, der machtvoll aus der Revolution herauswächst, kann uns die Wiederverchristlichung unserer Kultur bringen […] Es lebe der CV! Es lebe das Großdeutsche Reich! Heil unserem Führer Adolf Hitler!“

Vom 5. März bis zum 14. Oktober 1933 war Forschbach Mitglied des Preußischen Landtages, zunächst als DNVP-Abgeordneter, nach Auflösung der Partei als Gast der NSDAP-Fraktion. Ebenfalls mit dem Status eines „Hospitanten“ der NSDAP-Fraktion gehörte er ab dem 12. November 1933 dem Reichstag an (bis Juli 1934). Von August 1933 bis März 1934 war Forschbach zudem Mitglied der Sturmabteilung (SA). Der NSDAP gehörte er niemals an.
1933/1934 beteiligte Forschbach sich an den Planungen für einen konservativen Staatsstreich gegen die Regierung Hitler, die sein Freund Edgar Jung zusammen mit dem Oberregierungsrat Herbert von Bose und einigen anderen Mitarbeitern des Vizekanzlers Franz von Papen, zu dieser Zeit ausarbeitete. Nachdem am 25. Juni 1934 Edgar Jung und am 28. Juni Franz Mariaux, mit Forschbach als Augenzeuge, verhaftet worden waren, hielt Forschbach sich für einige Tage versteckt. Nach der Ermordung Jungs und von Boses im Zuge der Röhm-Affäre flüchtete Forschbach für einige Tage ins Kloster Nettersheim in der Eifel, worauf er zwischen Aachen und Vaals die Grenze in die Niederlande überquerte. Sein Reichstagsmandat wurde ihm, wie der Reichsinnenminister Wilhelm Frick Forschbach in einem Brief mitteilte, aufgrund des Reichsgesetzes vom 3. Juli 1934 wegen „Vorbereitung zum Hochverrat“ aberkannt. Ende 1934 kehrte er nach Deutschland zurück, wo er sich nun als Rechtsanwalt in Köln niederließ. Zwischen September 1939 und April 1943 wurde Forschbach als Hilfsrichter in Breslau zwangsverpflichtet. Anschließend war er bis Kriegsende Soldat der Wehrmacht, zuletzt als Gefreiter.

### Nachkriegszeit und Leben in der BRD (1945 bis 1988)
1945 wurde Forschbach kurzzeitig von den Alliierten in Haft genommen. Im Rahmen seines Entnazifizierungsverfahrens wurde er als „Entlasteter“ (Kategorie V) eingestuft. Von 1946 bis 1951 arbeitete er bei der Kölner Stadtverwaltung, zuletzt als Verwaltungsdirektor.
1951 wechselte Forschbach als Ministerialrat in das Bundesinnenministerium. Dort wurde er am 18. Juni 1954 zum stellvertretenden Leiter des Presse- und Informationsamtes der Bundesregierung ernannt. Die Ernennung erfolgte auf Betreiben des Staatssekretärs Hans Globke, eines alten Freunds Forschbachs, der auch sein Cartellbruder im CV war. Forschbachs Amtszeit als Pressechef der Bundesregierung unter Konrad Adenauer ab dem 1. Mai 1955 war begleitet von Pressespekulationen um seine baldige Ablösung durch seinen Amtsvorgänger Felix von Eckardt. Öffentliche Kritik an Forschbach entzündete sich insbesondere an seiner Haltung – beziehungsweise seinen öffentlichen Verlautbarungen – in der Frühphase der NS-Diktatur: So zitierte das Hamburger Nachrichtenmagazin Der Spiegel in seiner Ausgabe vom 1. Februar 1956 einen Auszug aus einem Aufruf, den Forschbach am 2. November 1933 anlässlich der Volksabstimmung über den Austritt Deutschlands aus dem Völkerbund veröffentlicht hatte. Damals schrieb er: „Alle Männer im CV haben sich in dieser entscheidungsvollen Zeit freudig zu den Fahnen Adolf Hitlers zu bekennen. Wer am 12. November beim Volksentscheid nicht mit ‚Ja’ stimmt und nicht die Reichstagsliste der NSDAP wählt, bricht seinen Burscheneid, weil er in der Stunde größter Gefahr sein Vaterland und sein Volk verrät.“ Nach Angaben des Spiegels hatte ein rheinischer Freundeskreis Forschbachs bereits im März 1955 anonym ein Protokoll an Journalisten verschickt, in dem es hieß, Forschbach habe als Verbandsführer des CV sich „in mehrfachen Reden sehr betont zu christlichen Grundsätzen bekannt. Selbstverständlich waren diese Reden in einem Stil gehalten, der in der damaligen Zeit allein möglich war.“
Am 1. Juli 1956 erfolgte schließlich die Ablösung Forschbachs als Pressechef der Bundesregierung durch Felix von Eckardt. Bis 1961 war er als Ministerialdirigent Leiter der Unterabteilung Lebensmittelwesen im Bundesinnenministerium, dann bis 1968 Ministerialdirektor und Leiter der Abteilung II für Lebensmittelwesen und Veterinärmedizin im Bundesgesundheitsministerium. Nach seiner Pensionierung war er von 1969 bis 1972 Präsident der Deutschen Lebensmittelkommission. Seine letzten Jahre verbrachte er in Ballrechten-Dottingen und in Brühl bei Köln.

## Ehrungen
- 1961: Großes Silbernes Ehrenzeichen für Verdienste um die Republik Österreich[11]
- 1968: Großes Verdienstkreuz der Bundesrepublik Deutschland
- 1984: Großes Verdienstkreuz mit Stern der Bundesrepublik Deutschland

## Schriften
- Edgar J. Jung. Ein konservativer Revolutionär 30. Juni 1934. Neske, Pfullingen 1984, ISBN 3-7885-0267-3.